# Arthur Edwards (baloncestista)
Arthur Edwards (Washington D. C., 29 de septiembre de 1992) es un baloncestista estadounidense que actualmente se encuentra sin equipo, tras fracasar su fichaje en septiembre de 2019 con el BC Boncourt suizo. Con 1,98 metros de estatura, juega en la posición de escolta.

## Trayectoria deportiva

### Universidad
Jugó un año en Northwest Florida State College de la NJCAA, donde promedió 6,4 puntos, 3,1 rebotes y 1,4 robos de balón por partido.
En 2013 fue transferido a los Lobos de la Universidad de Nuevo México, donde jugó dos temporadas en las que promedió 2,7 puntos y 1,4 rebotes por encuentro. Fue nuevamente transferido en 2015, en esta ocasión a los Crimson Tide de la Universidad de Alabama, donde jugó su temporada sénior, en la que acabó promediando 9,5 puntos, 3,8 rebotes y 1,4 asistencias por partido.

### Profesional
Tras no ser elegido en el Draft de la NBA de 2016, realizó una prueba con los Maine Red Claws de la NBA D-League, equipo con el que acabaría fichando. Jugó una temporada en la que promedió 7,5 puntos y 3,8 rebotes por partido.
En septiembre de 2017 fue traspasado a los Canton Charge junto con Marcus Thornton y Jalen Jones, además de una futura segunda ronda del draft a cambio de los derechos sobre Jonathan Holmes y Daniel Coursey.
El 25 de agosto de 2018, Edwards firmó con el Rilski Sportist de la Liga de Baloncesto de Bulgaria.
El 3 de septiembre de 2019 fichó por el BC Boncourt of the SBL suiza.